# Пустая (приток Усты)
Пустая — река в России, протекает в Уренском районе Нижегородской области. Устье реки находится в 95 км по правому берегу реки Уста. Длина реки — 18 км, площадь водосборного бассейна — 94 км².
Исток реки расположен в 19 км к западу от города Урень. Река течёт генерально на юго-восток, но несколько раз меняет направление течения. В среднем течении на реке деревни Шерстниха, Малое Климово и Михайлово. В деревне Михайлово на реке плотина и запруда. В нижнем течении протекает в 3 км от посёлка и станции Уста, впадает в Усту ниже этого посёлка двумя протоками.

## Данные водного реестра
По данным государственного водного реестра России относится к Верхневолжскому бассейновому округу, водохозяйственный участок реки — Ветлуга от города Ветлуга и до устья, речной подбассейн реки — Волга от впадения Оки до Куйбышевского водохранилища (без бассейна Суры). Речной бассейн реки — (Верхняя) Волга до Куйбышевского водохранилища (без бассейна Оки).
По данным геоинформационной системы водохозяйственного районирования территории РФ, подготовленной Федеральным агентством водных ресурсов:
- Код водного объекта в государственном водном реестре — 08010400212110000043373
- Код по гидрологической изученности (ГИ) — 110004337
- Код бассейна — 08.01.04.002
- Номер тома по ГИ — 10
- Выпуск по ГИ — 0